# Liste der Monuments historiques in Les Pavillons-sous-Bois
Die Liste der Monuments historiques in Les Pavillons-sous-Bois führt die Monuments historiques in der französischen Gemeinde Les Pavillons-sous-Bois auf.

## Liste der Bauwerke
| Bezeichnung                        | Beschreibung | Standort                                                    | Kennzeichnung | Schutzstatus | Datum | Bild           |
| ---------------------------------- | ------------ | ----------------------------------------------------------- | ------------- | ------------ | ----- | -------------- |
| Parc à l’anglaise du duc d’Orléans |              | 9, allée Danièle-Casanova 60, avenue Aristide-Briand (Lage) | PA00079945    | Inscrit      | 1982  | weitere Bilder |